# Сосай

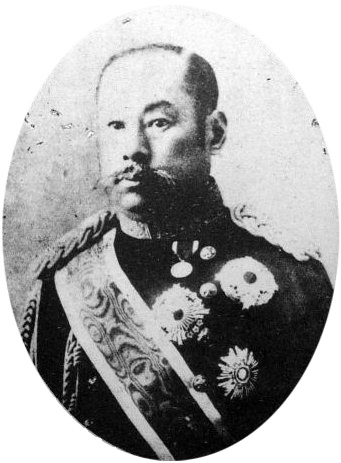
Арісуґава Тарухіто

Со́сай (яп. 総裁, そうさい, «генеральний суддя») — одна з трьох посад в центральному уряді Японії на початку реставрації Мейджі. В західній історіографії перекладається як «голова» або «президент».

## Короткі відомості
Посада голови уряду була заснована 3 січня 1868 року указом про реставрацію Імператорського правління. Особа, яка обіймала її, тимчасово виконувала функції заступника Імператора Мейджі. Необхідність цієї посади пояснювалася малолітністю монарха.
Голова був наділений широкими правами. Його посада була подібною до посад великого державного міністра або регента. Через це голова призначався з числа близьких родичів Імператора.
Протягом існування посади голови її займав принц Арісуґава Тарухіто. Йому допомагали віце-голови (яп. 副総裁, фуку-сосай) Сандзьо Санетомі й Івакура Томомі.
Після набуття чинності указу про форму державного правління 17 червня 1868 року, система трьох посад була скасована. Пост голови був замінений постом великого державного міністра.
Окрім голови Імператорського уряду звання сосай також використовував Еномото Такеакі, президент сепаратистської республіки Едзо, що існувала протягом громадянської війни в Японії 1868—1869 років.
З кінця 19 століття термін сосай також позавчає голів політичних партій, банків або директорів великих фінансових груп.
З 1948 року термін сосай використовується для позначення Президента Кадрової палати Японії при Кабінеті Міністрів країни.